# Mega (Éthiopie)
Pour les articles homonymes, voir Mega.
Mega est une ville d'Éthiopie, située dans la zone Borena de la région Oromia. Elle se trouve à 4° 01′ N, 38° 15′ E et à 1 740 mètres d'altitude, au nord-est des hauteurs du Gamud qui culmine à 2 579 mètres d'altitude. Elle est le centre administratif du woreda de Dire. 

## Géographie
Méga se place à un croisement d'anciennes pistes de migrations pastorales saisonnières du peuple Borana et de routes plus modernes. Des pistes se séparent vers l'ouest : l'une gagne Furan Gabe puis Bute Jarti plus au nord, l'autre en contournant le massif du Gamud la localité de Iena ou Lenia plus au sud à proximité de la frontière kenyane qui, longée vers l'ouest, permet de parvenir, délaissant Dilo, à El Dima entre les Monts Baldaicinni s'élevant à 1 740 mètres d'altitude au nord et les modestes hauteurs du massif de Jibisa à 1 544 mètres, et de poursuivre jusqu'à la dépression la plus proche du Chew Bahir ou lac Stéphanie. La route vers le nord part vers Dubuluk et s'élève vers Yabelo, évite les hauteurs autour de la bourgade de Chumba avant de sinuer entre les hauts plateaux abyssins. La route du nord-est par Sodo permet de rejoindre Wachilé, dans la haute vallée de Daua, au sud de l'ambas ou haut plateau d'Arero, en passant successivement par Anole, Web. La piste vers l'est mène vers les monts Kajibo et la localité de Kussă. Enfin, par Melbana, la route vers le sud-est descend vers Moyale également à la frontière kenyane.

## Histoire
Mega est passé sous contrôle éthiopien en 1897 lorsque Fitawrari Habte Giyorgis a construit un fort à proximité. Au début du XXe siècle, il était connu pour être la résidence de Sir Arnold Weinholt Hodson, consul britannique pour le sud de l'Éthiopie entre 1914 et 1923. Les Britanniques ont occupé le consulat au moins jusque dans les années 1950.
Mega a été capturée par les Italiens le 25 juin 1936, puis occupée par une brigade sud-africaine en février 1941 après de longs combats avec la garnison italienne. Pendant l'occupation italienne, Mega est devenue un important centre de communication pour cette partie de l'Éthiopie, mais lorsque David Buxton y est passé à la fin des années 1940, après la défaite des Italiens, il a constaté "qu'il y a peu de trafic de nos jours et que Mega est presque retournée à l'isolement endormi de l'époque pré-Italienne".
Après un manque de succès à Moyale, en 1951, la Mission luthérienne norvégienne a déplacé sa station de cette ville vers le nord, à Mega, ce qui s'est poursuivi au moins jusque dans les années 1970. Le 2 février 1999, des voyageurs se rendant de Mega à Moyale ont été pris en embuscade à un endroit appelé Karbete Bonaya Wale par des combattants du Front de libération oromo. Parmi les six personnes tuées figurait le commandant Abdulla Mohammed, alias Aliyyi Mohammed.

## Démographie
D'après les chiffres de l'Agence centrale de la statistiques de 2005, Mega a une population totale estimée à 9 370 habitants, dont 4 766 hommes et 4 604 femmes. Selon le recensement national de 1994, cette ville avait une population totale de 5 237 habitants, dont 2 585 hommes et 2 652 femmes.